# Сидячая забастовка во Флинте
Сидячая забастовка в городе Флинт (англ. Flint sit-down strike) — сидячая забастовка в городе Флинт (Мичиган), проходившая в 1936—1937 годах; в ходе данной акции около 2000 рабочих автомобильной компании «General Motors» (GM), выступавших за признание независимого профсоюза «United Automobile Workers» (UAW), заняли помещения компании, остановив работу конвейера. Полицейские, вооруженные пистолетами, попытались проникнуть на завод 11 января 1937 года, используя слезоточивый газ: рабочие, 14 из которых получили ранения, выдержали серию атак. В итоге, GM признала UAW в качестве единственного законного профсоюза. Конечным итогом забастовки стали юнионизация рабочих автомобилестроительной отрасли США и превращение UAW в один из ведущих профсоюзов страны.